# Epistrophe melanostoma
Epistrophe melanostoma es una especie de sírfido. Se distribuyen por el paleártico en Eurasia.